# Ocolo
Ocolo (en griego, Ὄκωλον) fue una antigua ciudad griega de Tracia. 
La única fuente que atestigua la ciudad es un fragmento de las Filípicas de Teopompo recogido por Esteban de Bizancio que la asocia a la ciudad de Eretria.
Se desconoce su localización exacta pero del fragmento de Teopompo se infiere que se trataba de una colonia de Eretria ubicada en Tracia.